# Ceto (Italia)
(Giovanni da Lezze, «Catastico bresciano», 1610)
Ceto (pronuncia Céto, /ˈʧeto/, Sét o Hét in dialetto camuno) è un comune italiano di 1 756 abitanti, della Val Camonica, provincia di Brescia in Lombardia. È formato dai tre centri abitati di Ceto, Nadro e Badetto.
È accessibile dalla strada statale 42 del Tonale e della Mendola tramite due svincoli: uno più a sud, presso la frazione del Badetto, l'altro posto a nord, nella frazione di Nadro.
Il territorio di Ceto confina con diversi comuni: a est quello di Cimbergo e Daone, a nord quello di Capo di Ponte e Cevo, a ovest quello di Ono San Pietro e Cerveno, e a sud quello di Braone e Breno.
Il paese s'inserisce nel sistema delle incisioni rupestri della Valcamonica in quanto è uno dei tre comuni della vasta area denominata riserva naturale Incisioni rupestri di Ceto, Cimbergo e Paspardo.
Il territorio comunale, poco più a nord del Badetto, è attraversato dal 46º parallelo dell'emisfero boreale.

## Geografia fisica

### Territorio
Il territorio del comune di Ceto si estende dal lato settentrionale fino al comune di Capo di Ponte tramite la frazione di Nadro, dal lato meridionale verso il comune di Braone attraverso la frazione del Badetto.
Comunica altresì a est con il comune di Cimbergo e a ovest con quelli di Cerveno e Ono San Pietro.
Il paese di Ceto sorge sopra un poggio rivolto a sud-ovest; dalla parte orientale, che sale verso il monte Pizzo Badile Camuno è coperto di rigogliose foreste, soprattutto abetaie, facenti parte del Parco regionale dell'Adamello.
Dal lato occidentale declina verso il fiume Oglio tramite una piana, un tempo dedicata all'agricoltura, oggi zona urbanizzata e sede di una zona industriale.
Nella sua parte nord-orientale sorge la Riserva naturale Incisioni rupestri di Ceto, Cimbergo e Paspardo.
Dati sugli incendi nel comune dal 1975.

### Clima
Il clima a Ceto è freddo e moderato, con piovosità significativa durante tutto l'anno.
La temperatura media annuale è di 3,8 °C, essendo luglio il mese con temperature più alte (17,6 °C) e gennaio il mese con temperature più basse (-11,4 °C).
La piovosità media annuale è di 1807 mm. In particolare le piogge sono più scarse nel mese di gennaio (67 mm) e più abbondanti nel mese di giugno (213 mm).
| [ 9 ]               | Mesi  | Mesi  | Mesi | Mesi | Mesi | Mesi | Mesi | Mesi | Mesi | Mesi | Mesi | Mesi | Stagioni | Stagioni | Stagioni | Stagioni | Anno  |
| [ 9 ]               | Gen   | Feb   | Mar  | Apr  | Mag  | Giu  | Lug  | Ago  | Set  | Ott  | Nov  | Dic  | Inv      | Pri      | Est      | Aut      | Anno  |
| ------------------- | ----- | ----- | ---- | ---- | ---- | ---- | ---- | ---- | ---- | ---- | ---- | ---- | -------- | -------- | -------- | -------- | ----- |
| T. max. media (°C)  | −1,2  | −0,3  | 3,2  | 6,3  | 11,4 | 16,0 | 17,6 | 17,3 | 13,6 | 9,7  | 3,8  | −0,1 | −0,5     | 7,0      | 17,0     | 9,0      | 8,1   |
| T. min. media (°C)  | −11,4 | −10,5 | −5,8 | −2,0 | 2,3  | 6,7  | 8,5  | 8,6  | 5,4  | 1,8  | −3,4 | −8,8 | −10,2    | −1,8     | 7,9      | 1,3      | −0,7  |
| Precipitazioni (mm) | 67    | 70    | 92   | 158  | 197  | 213  | 204  | 199  | 170  | 174  | 177  | 86   | 223      | 447      | 616      | 521      | 1 807 |

- Classificazione climatica: zona E, 2890 GR/G[10]

## Origini del nome
Il nome del paese dovrebbe derivare dal tedesco sitch, che significherebbe luogo ben esposto, oppure dal latino saeptum, luogo chiuso.

## Storia

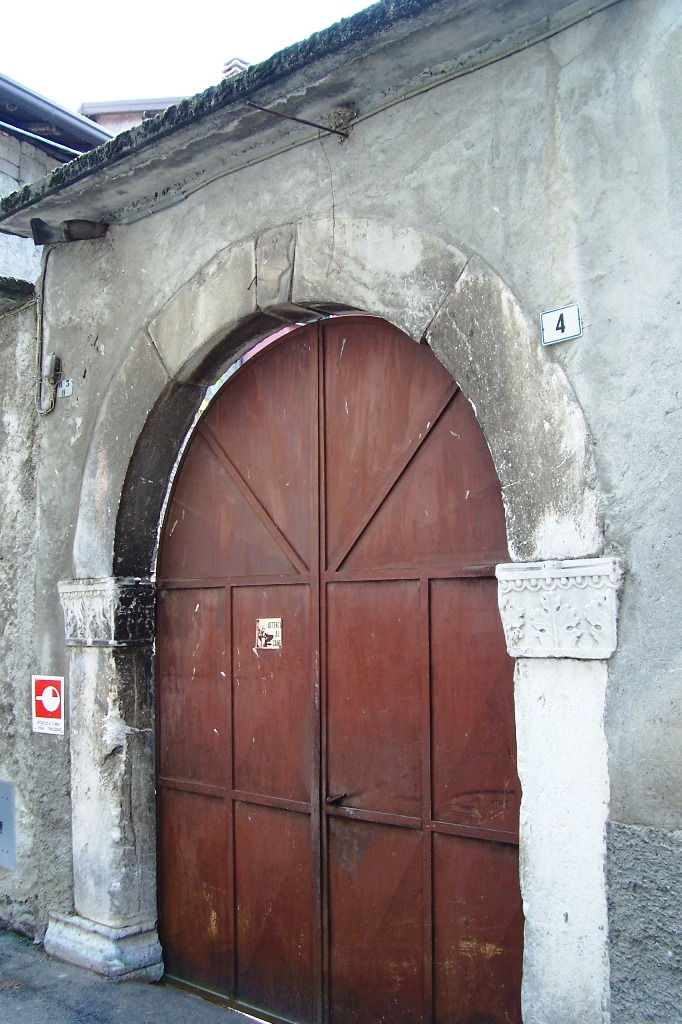
Antico portale

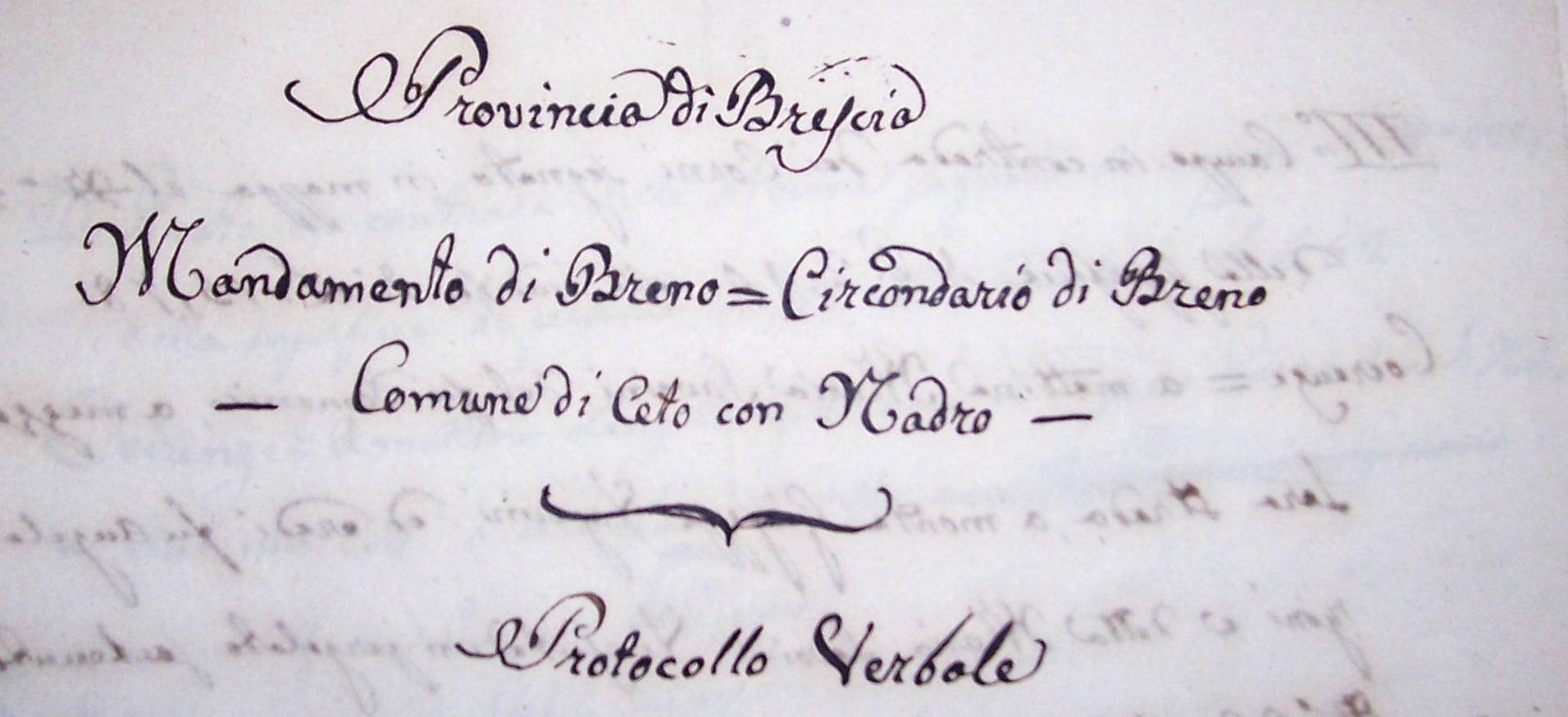
Comune di Ceto con Nadro

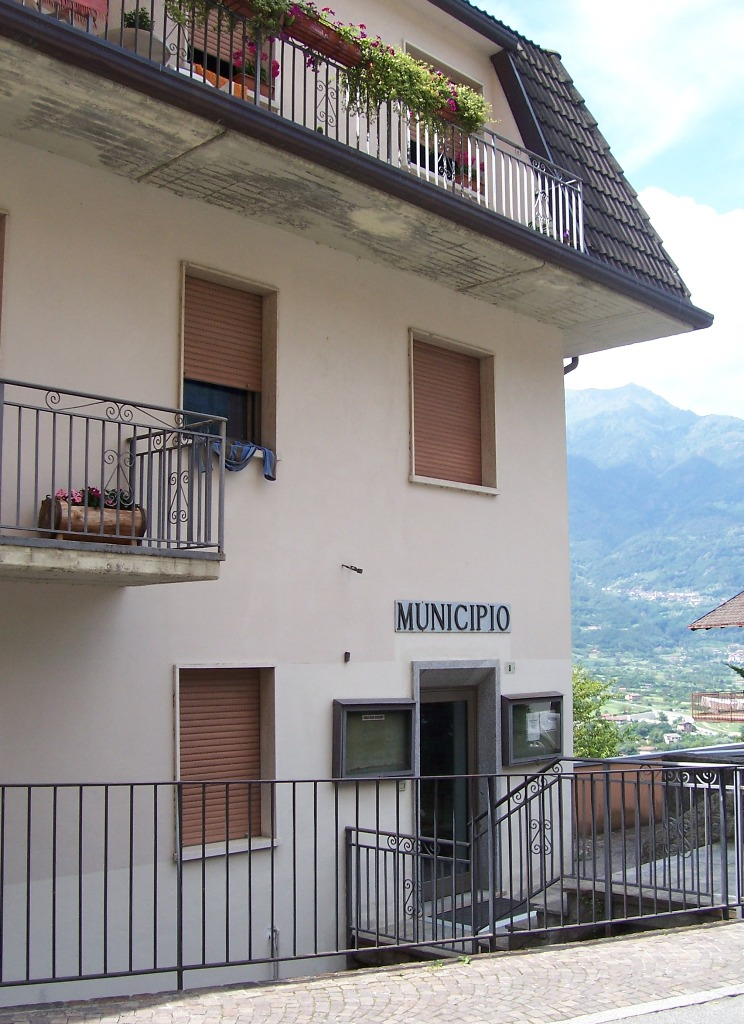
Municipio

Il 20 agosto 1423 il vescovo di Brescia Francesco Marerio investe iure feudi dei diritti di decima nei territori di Pescarzo, Ceto e Figna a Giroldo Alberzoni di Breno.
Nel febbraio 1798, a seguito della legge "6 ventoso anno VI" del cantone di Montagna, il comune di Nadro venne unito a quello di Ceto, ed assunse il nome di "Ceto e Nadro". 
Tra il 1816 ed il 1859 il comune fu denominato "Ceto con Nadro", mentre dal 1859 al 1927 solo "Comune di Ceto". In quell'anno venne unito a Cerveno, a cui fu legato col nome di Ceto-Cerveno sino al 1947.

### Feudatari locali
Famiglie che hanno ottenuto l'infeudazione vescovile dell'abitato:
| Famiglia  | Stemma | Periodo  |
| Alberzoni |        | 1423 - ? |

### Simboli
Il comune approvò tramite una delibera comunale il 16 settembre 1951 uno stemma partito d'azzurro e di argento, ad un monte roccioso, nascente da una campagna prativa naturale, caricata di ciuffi di abeti particolarmente nel campo sinistro della punta e solcata da una riviera al naturale, scrociante in sbarra ed ondeggiante in banda; al capo di rosso, caricato di un'aquila dal volo semi abbassato al naturale che tiene negli artigli un capriolo dello stesso (fonte: Atti del Comune di Ceto), dove nel capo si voleva riportare il motivo araldico della Valcamonica.
Lo stemma ufficiale venne concesso con alcune modifiche, assieme al gonfalone, con decreto del presidente della Repubblica del 4 ottobre 1955.
stesso, il tutto al naturale, su campagna di verde, attraversata dalla fascia ondata d'argento. Ornamenti esteriori da Comune.»
Il monte roccioso è il Pizzo Badile che sovrasta il territorio del comune, gli abeti e i prati sono la ricchezza del territorio, il fiume rappresenta i 
numerosi torrenti che alimentano la produzione elettrica della zona.
Il gonfalone è un drappo partito di azzurro e di bianco.

## Monumenti e luoghi d'interesse

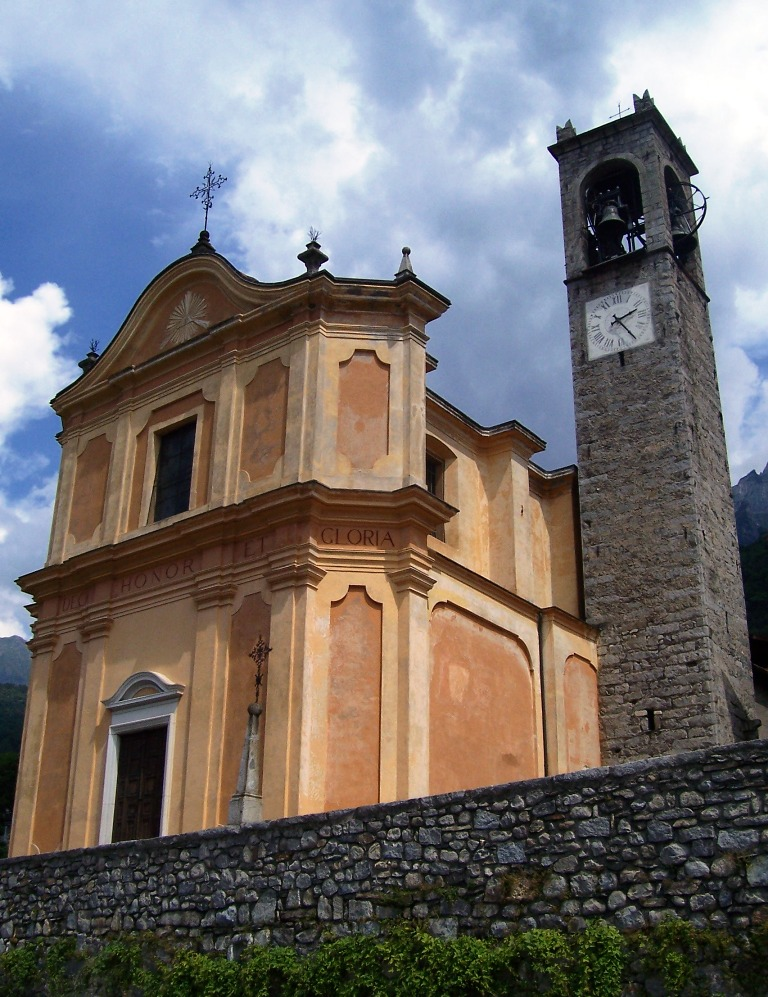
Chiesa parrocchiale di Sant'Andrea

### Architetture religiose
Le chiese di Ceto sono:
- Chiesa di Sant'Andrea Apostolo. Riedificata su una costruzione precedente nel 1700 su disegno dell'architetto comasco Antonio Spiazzi. Sulle pareti sono collocati alcuni affreschi del XVI sec. strappati dall'antico oratorio della Disciplina, demolito nel 1960.
- Chiesa dei Santi Faustino e Giovita, d'architettura neoclassicheggiante, sorge su struttura più antica.

## Società

### Evoluzione demografica
Abitanti censiti

### Tradizioni e folclore
Gli scütüm sono nei dialetti camuni dei soprannomi o nomiglioli, a volte personali, altre indicanti tratti caratteristici di una comunità. Quello che contraddistingue gli abitanti di Ceto è Fontàne, Bagàtoi oppure Sgaréi.
Esistono nel folclore della Val Camonica alcuni proverbi in dialetto camuno riguardanti Ceto:
- Hét e Nàder tücc bindù e làder. Nàder e Hét tücc bùna zét. È un gioco di parole che contraddice nella seconda parte quanto detto nella prima: Ceto e Nadro hanno gli abitanti poco raccomandabili, tutti lazzaroni e ladri. Mentre Nadro e Ceto hanno tutta brava gente.[21]

## Geografia antropica

### Urbanistica
Il paese di Ceto si sviluppa attorno alla Via Marconi, l'antica strada proveniva da sud dal paese di Braone e proseguiva a nord in direzione di Nadro.

### Frazioni
Il comune di Ceto ha due frazioni:
- Nadro - sorge cinquecento metri a nord del comune di Ceto, seguendo la strada provinciale 88. È la più semplice via d'accesso alla riserva naturale Incisioni rupestri di Ceto, Cimbergo e Paspardo.
- Badetto - sorge a sud-ovest del paese, nei pressi del ponte che porta al paese di Cerveno. È attraversato dalla ferrovia Brescia-Iseo-Edolo e possiede una stazione chiamata Ceto-Cerveno.

## Infrastrutture e trasporti

### Strade
Il comune è attraversato dalla Strada statale 42 del Tonale e della Mendola, che attualmente termina a Nadro in località Giarelli, e che nei pressi del Badetto si interra in una galleria lunga qualche centinaio di metri chiamata Mario.
Nella sua parte più orientale, dove scorreva il vecchio tracciato della Statale, ora vi è una strada di secondo rilievo, ma di fondamentale importanza in quanto principale accesso ai paesi di Cerveno e Ono San Pietro.
Nella parte più orientale c'è invece la strada più antica, che scende a mezza costa dal comune di Braone, attraversa Ceto e raggiunge Nadro. Un tempo proseguiva per Capo di Ponte, ma oggi è utilizzata per raggiungere la riserva naturale Incisioni rupestri di Ceto, Cimbergo e Paspardo

### Ferrovie
La stazione di Ceto-Cerveno si trova in località Badetto ed è una fermata dei treni della linea Brescia-Iseo-Edolo.

## Amministrazione
Elenco dei sindaci di Ceto dal 1945.
| Periodo          | Periodo          | Primo cittadino                | Partito                                     | Carica                  | Note                   |
| ---------------- | ---------------- | ------------------------------ | ------------------------------------------- | ----------------------- | ---------------------- |
| 12 luglio 1945   | 24 novembre 1945 | Don Giovanni Pedretti          |                                             | Sindaco                 |                        |
| 24 novembre 1945 | 10 aprile 1946   | Lanzetti Martino               |                                             | Sindaco                 |                        |
| 10 aprile 1946   | 1º luglio 1947   | Rizza Andrea                   |                                             | Sindaco                 | I                      |
| 1º luglio 1947   | 4 agosto 1947    | Bonomi Valentino               |                                             | Sindaco                 |                        |
| 4 agosto 1947    | 2 novembre 1947  | Tarabek Oscar                  |                                             | Commissario prefettizio | Separazione da Cerveno |
| 2 novembre 1947  | 24 luglio 1948   | Rizza Andrea                   |                                             | Sindaco                 | II                     |
| 24 luglio 1948   | 5 giugno 1952    | Guaini Giovanni                |                                             | Sindaco                 |                        |
| 5 giugno 1952    | 10 giugno 1956   | Zona Andrea                    |                                             | Sindaco                 | I                      |
| 10 giugno 1956   | 1960             | Zona Andrea                    |                                             | Sindaco                 | II                     |
| 1960             | 1965             | Guaini Giovanni                |                                             | Sindaco                 | II                     |
| 1965             | 1970             | Guaini Giovanni                |                                             | Sindaco                 | III                    |
| 1965             | 1970             | Guaini Giovanni                |                                             | Sindaco                 | III                    |
| 1970             | 1975             | Guaini Giovanni - Rizza Pietro |                                             | Sindaco                 | IV                     |
| 1975             | 1980             | Taboni Picino Pietro           |                                             | Sindaco                 |                        |
| 1980             | 1985             | Guaini Francesco               |                                             | Sindaco                 | I                      |
| 1985             | 1990             | Guaini Francesco               |                                             | Sindaco                 | II                     |
| 1990             | 1995             | Guaini Francesco               |                                             | Sindaco                 | III                    |
| 1995             | 1999             | Gaudenzi Pietro                |                                             | Sindaco                 | I                      |
| 1999             | 14 giugno 2004   | Gaudenzi Pietro                |                                             | Sindaco                 | II                     |
| 14 giugno 2004   | 8 giugno 2009    | Guaini Francesco               | Lista Civica Insieme per crescere           | Sindaco                 | IV                     |
| 8 giugno 2009    | giugno 2014      | Filippini Donato               | Lista Civica Impegno, Tradizione e Sviluppo | Sindaco                 |                        |
| giugno 2014      | in carica        | Marina Lanzetti                | Impegno civico                              | Sindaco                 |                        |

### Unione di comuni
Ceto fa parte dell'Unione Comuni di Ceto, Cimbergo e Paspardo, assieme ai comuni di Cimbergo e Paspardo.

L'unione di comuni, che ha sede a Ceto, è stata creata il 1º gennaio 1998, ed ha una superficie di circa 69,01 km².

## Galleria d'immagini

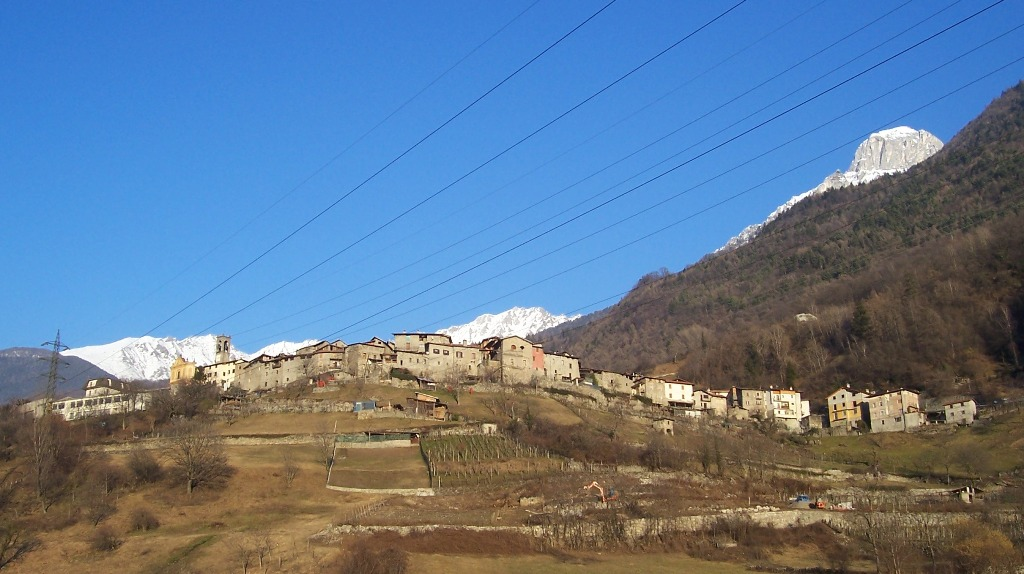
Panorama di Ceto dalla SS42.
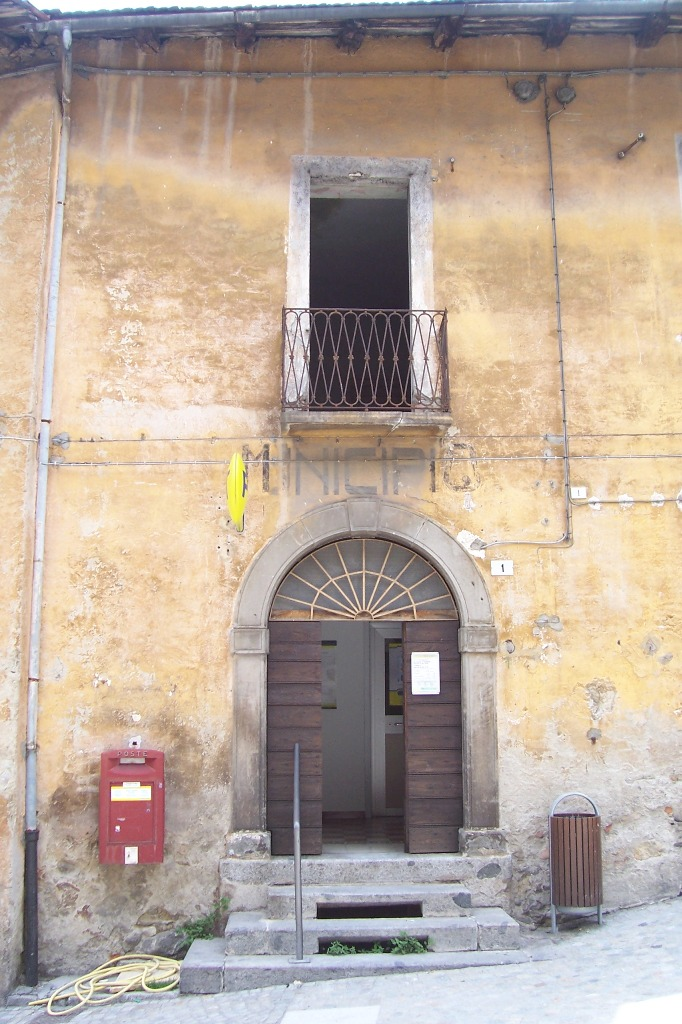
Ex-Municipio, oggi sede delle Poste.
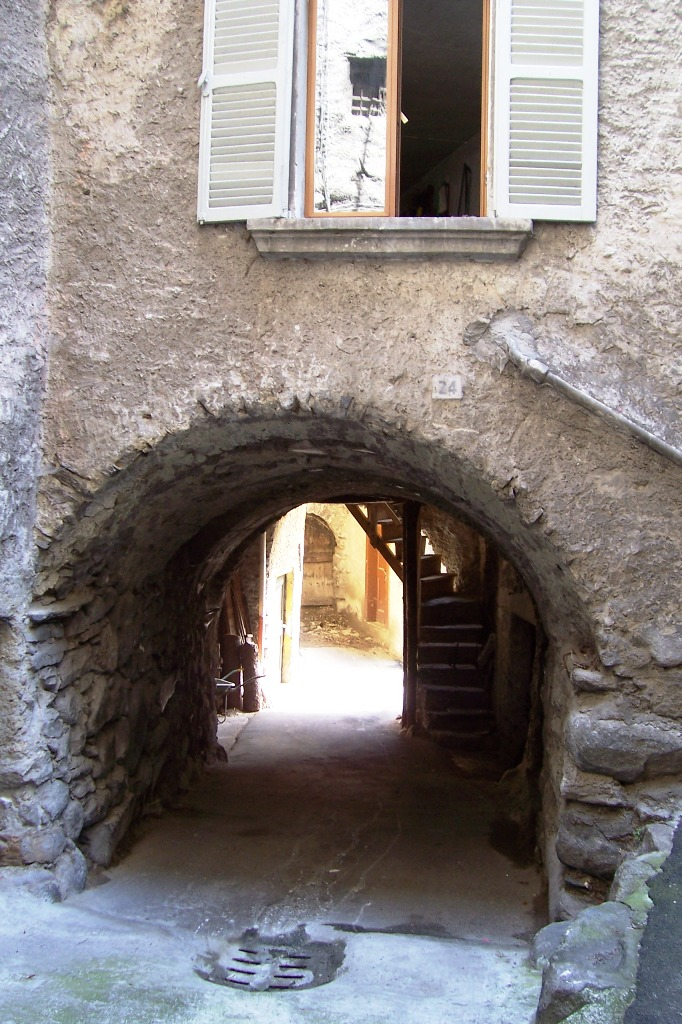
Volte di una casa